# ФК Тосу фјучерс
Тосу фјучерс (јап. 鳥栖フューチャーズ) био је јапански фудбалски клуб из Тосуа.

## Име
- ФК ПЈМ фјучерс (јап. PJMフューチャーズ, 1987—1994)
- ФК Тосу фјучерс (јап. 鳥栖フューチャーズ, 1994—1997)